# Aleksandrovsk (Oblast' di Murmansk)
Aleksandrovsk (in russo ЗАТО Алекса́ндровск?) è un distretto urbano (городской округ) chiuso (ZATO) della Russia europea settentrionale, situato sulla penisola di Kola, lungo la costa occidentale della baia di Kola e compreso nell'oblast' di Murmansk. 
Comprende le città di Poljarnyj (centro amministrativo del distretto), Gadžievo e Snežnogorsk, e il villaggio di Olen'ja Guba.